# Nick Tanner
Nicholas "Nick" Tanner (Kingswood (South Gloucestershire), 24 mei 1965) is een Engels voormalig voetballer die speelde als verdediger voor Liverpool.

## Clubcarrière

### Amateurcarrière en Bristol Rovers
Tanner begon als amateurvoetballer en zodoende speelde de verdediger tot en met 1985 voor de nietige clubs Bromley Heath, Frampton Rangers en Mangotsfield United. Vervolgens kwam hij drie seizoenen uit voor de tweedeklasser Bristol Rovers, waarvoor hij 107 competitiewedstrijden speelde en drie maal scoorde.

### Liverpool
In 1988 kocht Liverpool de toen 23-jarige verdediger van de Bristol Rovers. Liverpool-manager Kenny Dalglish betaalde 20.000 Britse pond voor Tanner, wiens vaste positie bij de Reds die van centrale verdediger zou gaan worden. Aanvankelijk zou Tanner weinig aan spelen toekomen op Anfield. In 1990 werd hij daarom door Dalglish uitgeleend aan achtereenvolgens Norwich City en Swindon Town. Vroeg in de jaren negentig was Tanner een vaste waarde onder de Schotse manager Graeme Souness. Meestal met de toenmalige Engelse international en leidersfiguur Mark Wright als verdedigingspartner. Na Souness' ontslag in januari 1994 en de aanstelling van Roy Evans belandde Nick Tanner echter op een zijspoor. Een rugblessure uit 1994 betekende dat jaar het einde van zijn carrière. Tanner speelde uiteindelijk 59 competitiewedstrijden voor de Reds, waarin hij scoorde tegen de stadsrivaal Everton op 28 december 1991.
Tanner heeft op een voortdurende basis contact met de Liverpool-supporters op sociale media als Twitter.

## Erelijst
| Competitie                |           |            |
| Competitie                | Aantal    | Jaren      |
| Liverpool                 | Liverpool | Liverpool  |
| ------------------------- | --------- | ---------- |
| Engels landskampioenschap | 1×        | 1989/90    |
| FA Charity Shield         | 2×        | 1989, 1990 |
| FA Cup                    | 1×        | 1991/92    |